# Polanowo (powiat pilski)
Polanowo – wieś w Polsce położona w województwie wielkopolskim, w powiecie pilskim, w gminie Wyrzysk.
| SIMC    | Nazwa     | Rodzaj    |
| ------- | --------- | --------- |
| 1007731 | Stefanowo | część wsi |

W latach 1975–1998 miejscowość należała administracyjnie do województwa pilskiego.